# De Dansbende
De Dansbende is een tv-programma en origineel format van VRT-jeugdkanaal Ketnet.
In elke aflevering krijgt een flashmob-achtige 'bende' dansers een opdracht van toenmalig wrapper Kobe Van Herwegen, die bepaalt welke move (pas en/of andere lichaamsbewegingen), uit een dansstijl die hij eerst bespreekt, moet worden uitgevoerd. Hij schrijft ook voor hoeveel dansers erbij moeten zijn en waar ze precies moeten opduiken, doorgaans een bekende openbare locatie in Vlaanderen.
Vervolgens gaan de dansinstructeurs aan de slag om de dansers de betreffende move in een uitgewerkte choreografie aan te leren. Na de uitvoering ter plekke beoordeelt Kobe of de opdracht nauwgezet is uitgevoerd.